# Sardinella lemuru
Sardinella lemuru és una espècie de peix de la família dels clupeids i de l'ordre dels clupeïformes.

## Morfologia
- Els mascles poden assolir 23 cm de llargària total.[2][3]

## Alimentació
Menja fitoplàncton i zooplàncton, principalment copèpodes.

## Hàbitat
És un peix marí que es troba a àrees de clima tropical (38°N - 33°S, 97°E - 134°E) i a 15-100 m de fondària.

## Distribució geogràfica
Es troba a província de Phuket (Tailàndia), les costes meridionals de Java i Bali, Austràlia Occidental, el Mar de Java, Filipines, Hong Kong, Taiwan i el sud del Japó.